# Albert Heijn
Albert Heijn – holenderska sieć supermarketów istniejąca od roku 1887. Pierwszy sklep powstał w Oostzaan. Główne biuro znajduje się w Zaandam. W roku 2011 liczba sklepów wyniosła 832 oraz 30 AH to go, oraz 46 AH XL. Albert Heijn należy do spółki Królewskie Ahold NV.

## Rodzaje Albert Heijn

### Albert Heijn

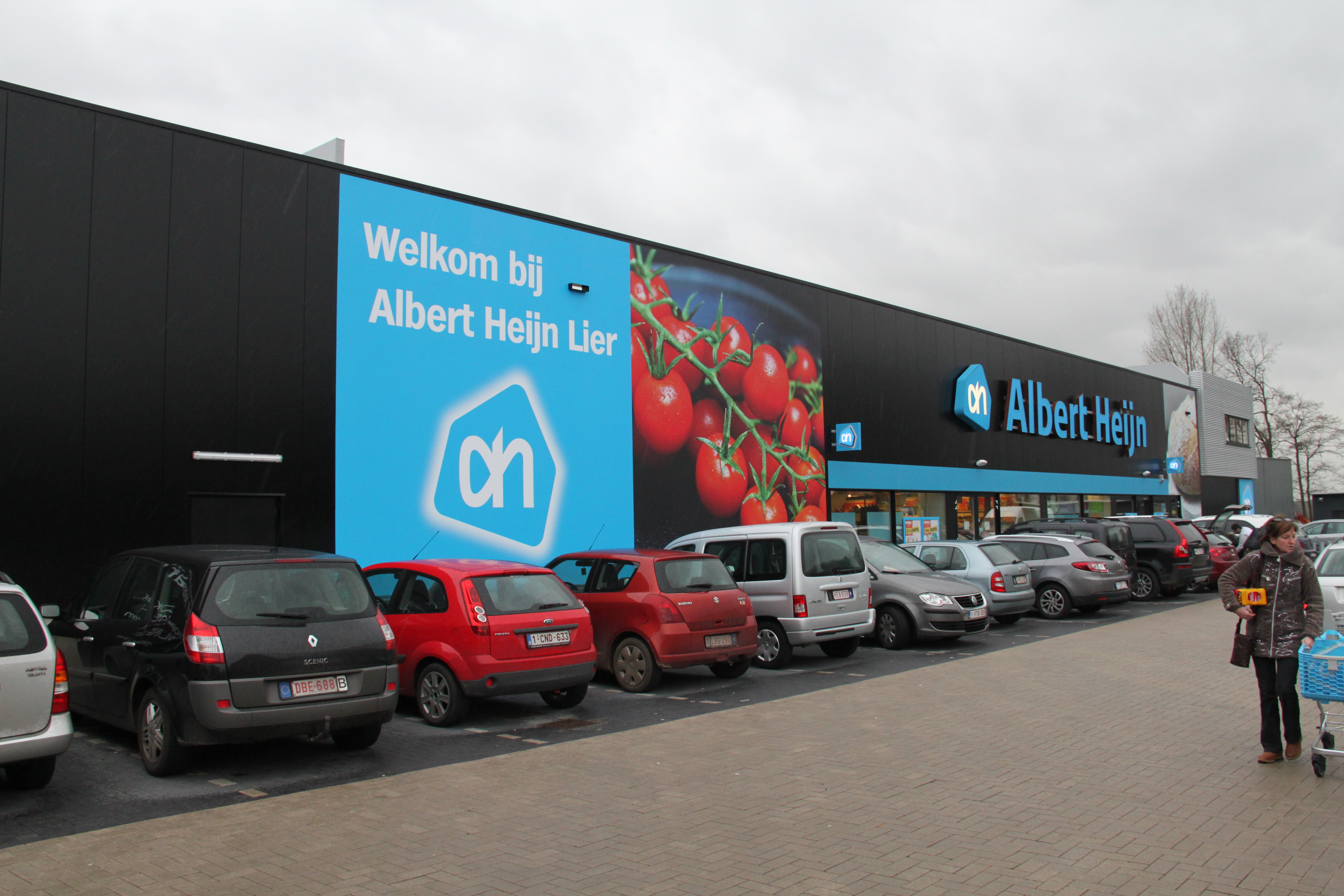
Albert Heijn w Lier

Rodzaj normalny. Niektóre są otwarte również w niedziele. Pierwszy Albert Heijn w Belgii pojawił się 16 marca 2011 r. w Brasschaat.

### Albert Heijn XL
Ten rodzaj jest większy niż normalny. Najwięcej sklepów tego typu można zobaczyć w większych miastach.

### Albert Heijn to go
Ten rodzaj jest mniejszy niż normalny i przypomina typowy polski sklep spożywczy. Znajduje się często na stacjach kolejowych.